# 羅曼·卡察諾夫
羅曼·卡察諾夫（俄語：／英語：，1921年2月25日—1993年7月4日）是一位俄羅斯動畫導演，為俄羅斯定格動畫的奠基者之一。《小小車布歷險記》與 《第三星球的秘密》（Тайна третьей планеты）為其代表作。

## 作品
- 老人與鶴（Старик и журавль，1958年）
- 戀愛的雲（Влюблённое облако，1959年）
- 手套（Varezhka，1967年）
- 信（Pismo，1970年）
- 媽媽（Мама，1972年）
- 極光（Аврора，1973年）
- 最後的花瓣（Последний лепесток，1977年）賽璐珞動畫作品
- 第三行星的秘密（Тайна третьей планеты，1981年）賽璐珞動畫作品

### 大耳查布系列
- 《鱷魚蓋納》（原題：／／，1969年，片長20分31秒）
- 《車布拉希卡》（原題：／，1971年，片長19分）
- 《頑皮婆婆》（原題：／，1974年，片長19分26秒）
- 《小小車布上學去》（原題：／／，1983年，片長10分）

## 外部連結
- Roman Kachanov (I)在互联网电影资料库（IMDb）上的資料（英文）
- Profiles of Russian Animators （页面存档备份，存于） （俄文）
- The Last Petal at IMDB （页面存档备份，存于）
- Roman Kachanov (II) at IMDB （页面存档备份，存于）
- 卡察諾夫的墓地 （页面存档备份，存于）